# Görner See (Naturschutzgebiet)
Das Naturschutzgebiet Görner See liegt auf dem Gebiet der Gemeinden Kleßen-Görne und Mühlenberge und der Stadt Friesack im Landkreis Havelland in Brandenburg.
Das etwa 226 ha große Gebiet mit der Kennung 1100 wurde mit Verordnung vom 12. Oktober 1996 unter Naturschutz gestellt. Das Naturschutzgebiet mit dem Görner See erstreckt sich östlich von Görne, einem Ortsteil der Gemeinde Kleßen-Görne. Südöstlich des Gebietes verläuft die B 188.